# Баркс, Саманта
Сама́нта Джейн Баркс (англ. Samantha Jane Barks; 2 октября 1990, Лакси, Остров Мэн) — британская актриса и певица.

## Биография
Саманта Джейн Баркс родилась 2 октября 1990 года в Лакси (Остров Мэн).
Саманта начала кино- и музыкальную карьеры в 2008 году.
В 2012 году Саманта сыграла роль Эпонины в фильме «Отверженные».

## Фильмография
| Год       |   | Русское название     | Оригинальное название | Роль          |
| --------- | - | -------------------- | --------------------- | ------------- |
| 2012      | ф | Отверженные          | Les Misérables        | Эпонина       |
| 2013      | ф | Рождественская свеча | The Christmas candle  | Эмили Барстоу |
| 2012—2013 | с | Академия «Грув»      | Groove High           | Зоуи          |
| 2015      | ф | Цезарь               | Caesar                | Портия        |
| 2017      | ф | Урожай Дьявола       | Bitter Harvest        | Наталка       |
| 2019      | ф | Любовь по расчету    | For Love or Money     | Конни         |

1. ↑  Samantha Barks // Discogs (англ.) — 2000.